# 世界にひとつ、の家
『世界にひとつ、の家』（せかいにひとつのいえ）は、2012年4月14日から2013年3月30日まで日本テレビで放送されていたミニ番組（教養番組）。カインズの一社提供。
放送時間は毎週土曜日の11:55 - 12:00（JST）

## 番組概要
DIYが好きなイギリス人夫・ニックと年の離れた日本人妻の絵美里。新婚夫婦である彼らの家にはまだまだ物が足りない。
ニックは様々なアイデアで妻・絵美里のモノづくりを手伝う。
どこにでも物でも、ひと工夫するだけで「世界にひとつ」の宝物になる。

## 出演者
- ニック(演・ニック・スリワースキ)

絵美里の夫でイギリス人。妻の絵美里が「こういった物を部屋に置きたい」と言った際に「That's a good idea!(いい考えだね)」と言い、様々なアイデアを駆使してモノ作りをするなど優しくバイタリティあふれる性格。
- 絵美里(演・絵美里)

ニックの妻。年齢はニックよりかなり年下。